# لیوسکاساری
۶۰°۹′۳″ شمالی ۲۴°۵۶′۵۴″ شرقی / ۶۰٫۱۵۰۸۳°شمالی ۲۴٫۹۴۸۳۳°شرقی

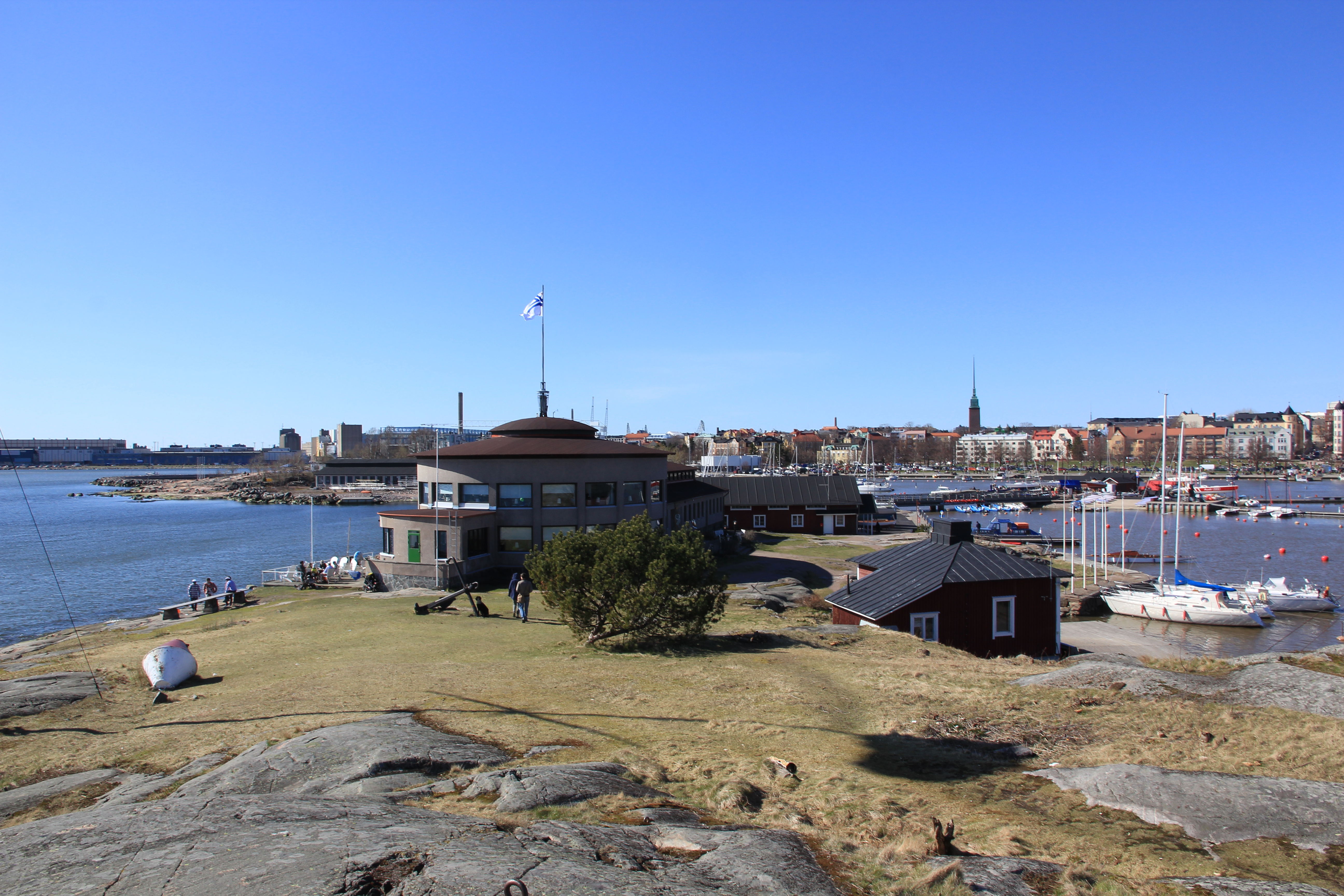
نمایی از جزیره لیوسکاساری

لیوسکاساری (سوئدی: Skifferholmen) جزیره‌ای است که در جنوب هلسینکی فنلاند واقع شده‌است. این جزیره محل انجمن قایقرانی هلسینکی و یکی از قدیمی‌ترین باشگاه‌های قایقرانی فنلاند است. این جزیره سالانه حدود ۵۰۰۰۰ بازدیدکننده دارد.
این جزیره میزبان برخی از مسابقات قایقرانی بازی‌های المپیک تابستانی ۱۹۵۲ بود.

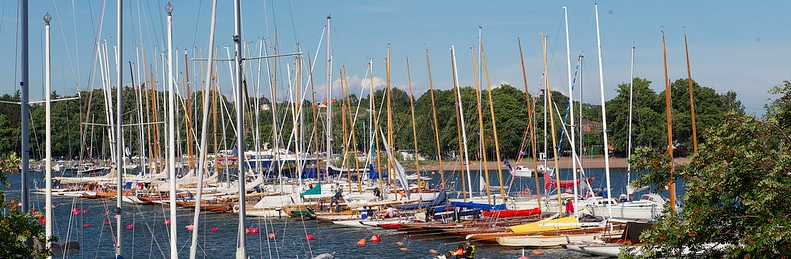
قایقرانی بزرگترین جاذبه گردشگری جزیره لیوسکاساری است.

## نگارخانه

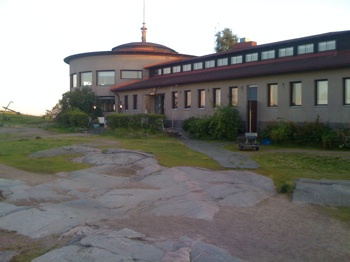
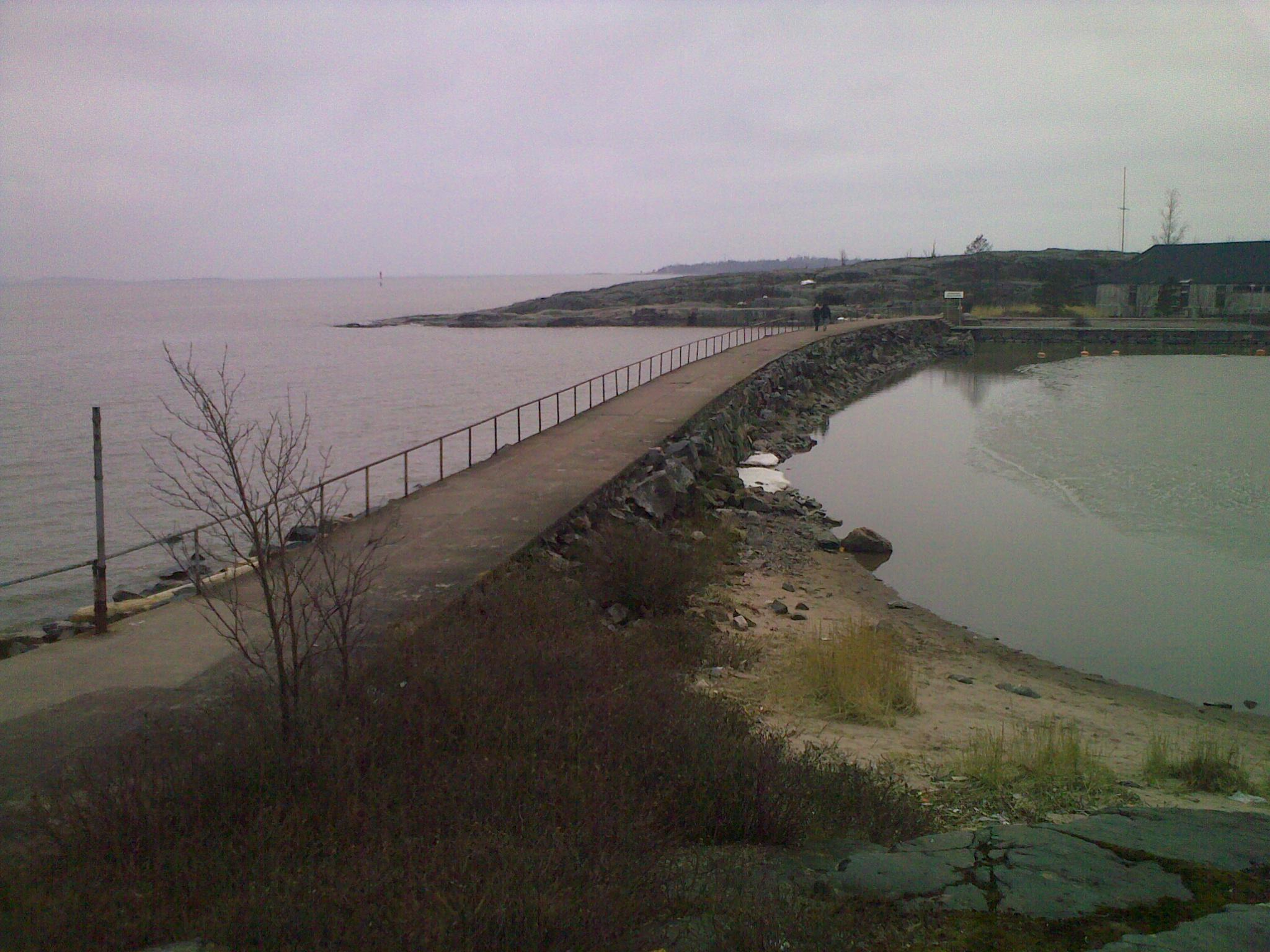
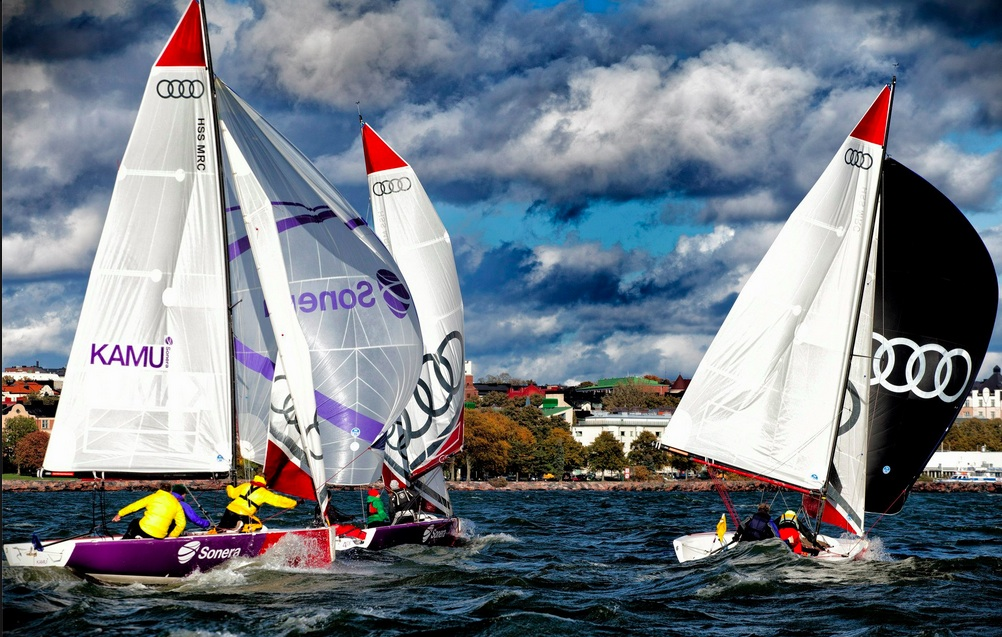
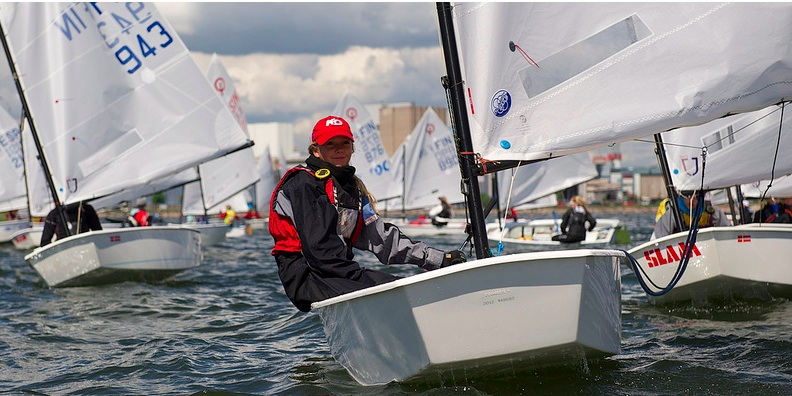
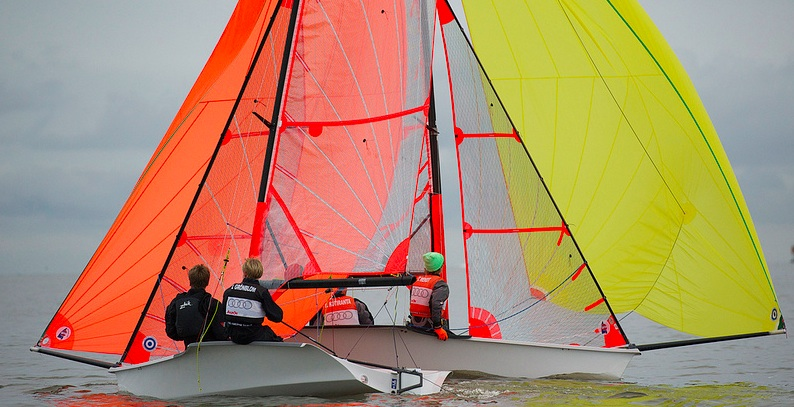